# هاريسون (جورجيا)
هاريسون (بالإنجليزية: Harrison, Georgia)‏ هي بلدة تقع في مقاطعة واشنطن، جورجيا بولاية جورجيا في الولايات المتحدة. تبلغ مساحتها 4.6 (كم²)، وترتفع عن سطح البحر 125 م، بلغ عدد سكانها 509 نسمة في عام 2000 حسب إحصاء مكتب تعداد الولايات المتحدة وتصل الكثافة السكانية فيها 110.7 نسمة/كم2.

## وصلات خارجية
- The US50 - Cities and Towns in Georgia State
- Georgia Cities and Towns, Facts, Map, Flag, Colleges, Government, and More